# Hash (EP)
[#] (pronuncia: hash) è un EP del girl group sudcoreano Loona, pubblicato nel 2020.

## Tracce
1. # – 1:06 (musica: Coach & Sendo)
2. So What – 3:18 (testo: Cho Yunkyoung – musica: David Anthony, Anna Timgren)
3. Number 1 – 3:22 (testo: makeumine works, JQ – musica: minGtion, Tara Nabavi, Malin Johansson)
4. Oh (Yes I Am) – 3:15 (testo: Le'mon – musica: Coach & Sendo, Le'mon)
5. Ding Ding Dong (땡땡땡, Ttaeng Ttaeng Ttaeng) – 2:58 (testo: Kim Yeonseo – musica: minGtion, Kim Yeonseo)
6. 365 – 3:41 (testo: Hwang Yubin – musica: Johan Gustafsson, Realmeee, Hayley Aitken)